# Paul Dupressoir
 (octobre 2024).
Si vous disposez d'ouvrages ou d'articles de référence ou si vous connaissez des sites web de qualité traitant du thème abordé ici, merci de compléter l'article en donnant les références utiles à sa vérifiabilité et en les liant à la section « Notes et références ».
Paul Dupressoir est un constructeur automobile français.

## Production

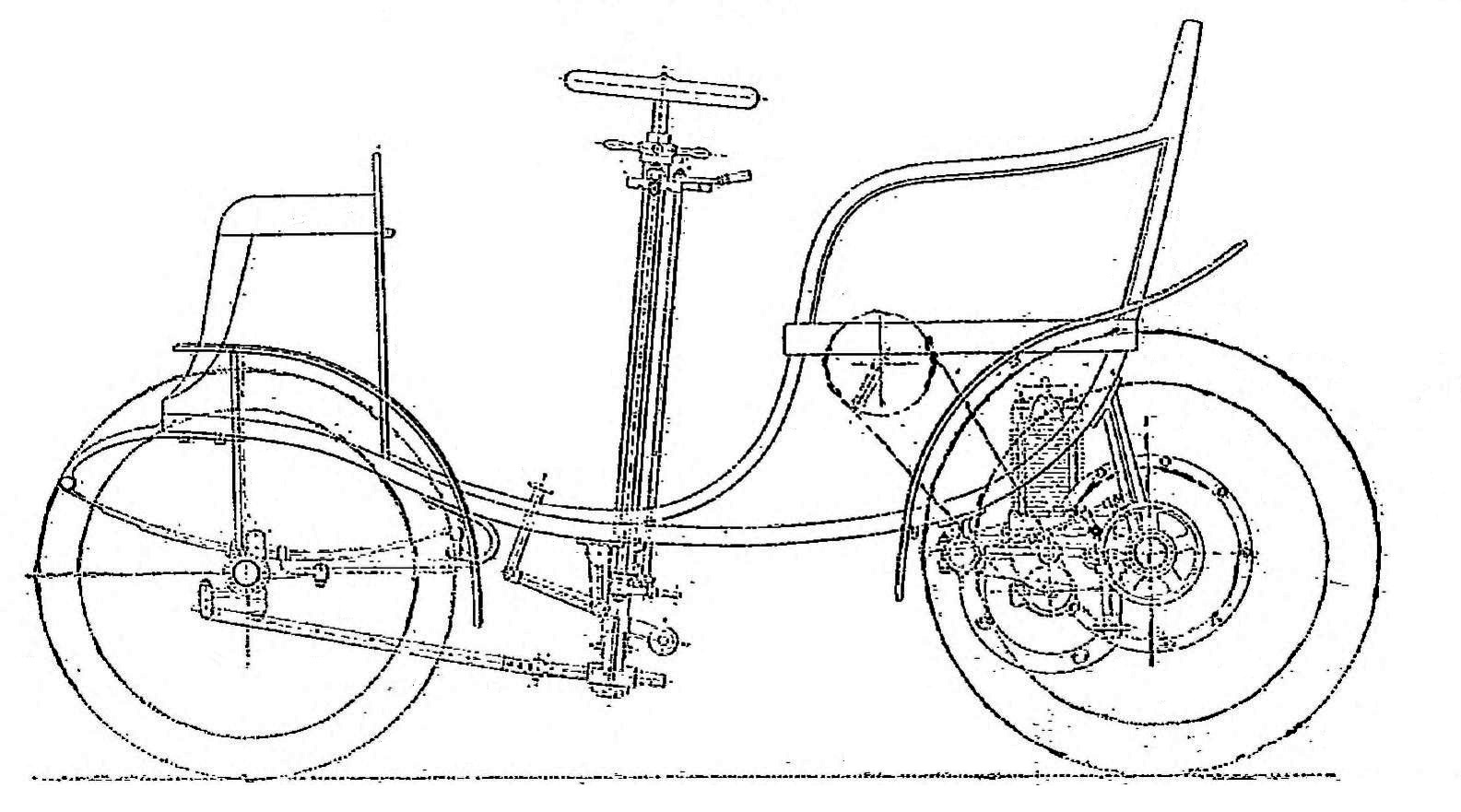
Dupressoir 2.25 CV, 3 CV (1899).

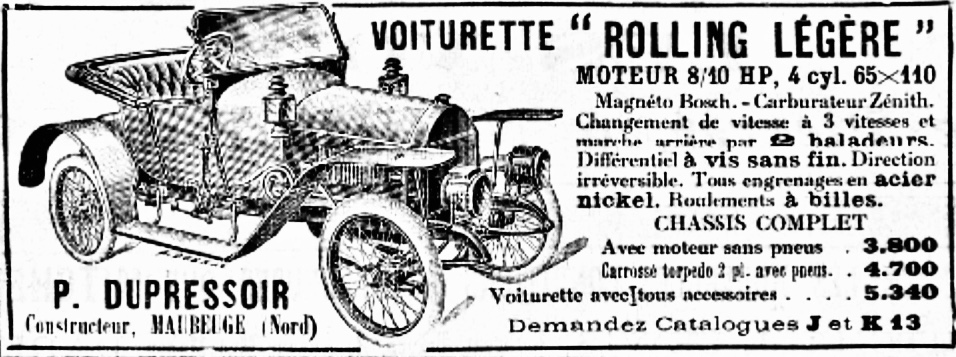
Dupressoir Rolling Légère.

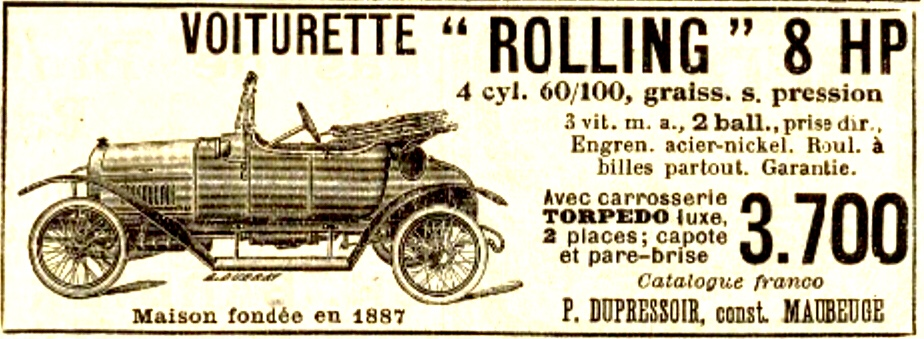
Dupressoir „Rolling“ (1914).

L’entreprise basée à Maubeuge a commencé à produire des automobiles en 1899. Le nom de la marque était Dupressoir. L’entreprise a été fondée en 1887 à Maubeuge pour la production de vélos. De plus, les châssis ont été vendus à d’autres constructeurs automobiles tels que Voiturettes Clem et Crypto Engineering Company. Le premier véhicule de 1899 était une voiturette biplace avec un moteur intégré refroidi par air de De Dion-Bouton. Celui-ci avait une puissance de 2 ¼ HP. Le véhicule pouvait également être commandé avec un moteur 3 HP d’Aster. Les moteurs étaient montés sous le siège. Les modèles à moteur refroidi à l’eau avaient une pompe roulante qui fournissait la pression de circulation. La transmission offrait trois vitesses avant, la vitesse maximale était de 32 km/h.
En 1912, la série de modèles Rolling a suivi avec les modèles 7 CV, 8 CV, 9 CV, 10 CV et 12 CV. L’entraînement était assuré par des moteurs quatre cylindres de Chapuis-Dornier. La 8CV avait un moteur quatre cylindres d’une cylindrée de 1131 cm³ avec un alésage de 60 mm et une course de 100 mm. La 10CV avait un moteur quatre cylindres d’une cylindrée de 1460 cm³ avec un alésage de 65 mm et une course de 110 mm. La 9 CV était identique à la British Averies 8/10 HP. La 8CV et la 10 CV avaient toutes deux une boîte de vitesses à trois vitesses.
La production s’est terminée en 1914.